# The Dark Pictures Anthology: Man of Medan
Man of Medan es el nombre del primer capítulo de una saga antológica de terror llamada The Dark Pictures Anthology. Fue publicado por Bandai Namco Entertainment y desarrollado por la compañía británica Supermassive Games con tal de ofrecer luz, justicia y reconocimiento a las antologías de terror, pero esta vez adaptada al terreno de los videojuegos. Su lanzamiento fue programado para PlayStation 4, Xbox One y Microsoft Windows. El juego se hizo público el 30 de agosto de 2019. Su última actualización tuvo lugar el 28 de noviembre de 2019. Los creadores de esta misma obra decidieron hacer público el modo "Curator's Cut" para todos aquellos que no disponían de él (teniendo en cuenta que era contenido de reserva) y un nuevo modo llamado "Pase de Amigos".
La idea principal de esta antología surgió basándose en el exitoso proyecto de 2015, Until Dawn, con el que se asemeja en la mecánica del mismo. La antología pretendía publicar un nuevo y terrorífico capítulo cada cierto lapso de tiempo con nuevos personajes, ambientaciones y géneros de terror. Este primer capítulo se basa en la leyenda del SS Ourang Medan, una leyenda real que se remonta tras la Segunda Guerra Mundial en la capital de Sumatra, Medan (Indonesia), el año 1947. Muchos fanes dicen apreciar el cierto parecido que comparte el videojuego con la película de terror Ghost Ship (2002) debido a la atmósfera y ambientación del mismo.
Este nuevo proyecto requería nuevos directores para cada uno de sus capítulos (8 en total) debido al tiempo de cada uno (6 meses aproximadamente), y que comenzaría con Tom Heaton, Will Byles y Dan McDonald al mando en este primer capítulo. La narración fue escrita por Graham Reznick y Larry Fessenden, que también contribuyeron en la magistral obra de terror de 2015. También se sumaría al elenco de productores el conocido compositor de música de terror Jason Graves, caracterizado por haber compuesto varios de los temas musicales en Until Dawn, y con dos versiones remasterizadas del tema O’Death (Amy van Roekel), una en la introducción y otra en el desenlace. Esta vez "O'Death" fue realizado por Khemmis y producido por Dave Otero.

## Jugabilidad
Esta antología cuenta con un sistema de jugabilidad basado en la toma de decisiones del jugador, al igual que se hizo con su estimado predecesor. Este sistema se hace llamar la Brújula Moral y, como su propio nombre indica, se basa en una brújula de diseño corriente con una aureola y una flecha al centro que apuntará hacia aquella decisión que nosotros, como jugadores, consideremos que es la más correcta. Para ello tendremos 3 opciones: una respuesta positiva, una negativa y/o ninguna de las dos anteriores.
Al ser un juego con varias ramificaciones, este en concreto, será rejugable, ya que contará con distintas opciones a escoger además de 14 finales que se adhieren a las decisiones que tomen los personajes durante el transcurso de la historia, cambiando en cada partida su rumbo por completo.
Todos los episodios contarán con diferentes pistas que ayudarán a sus protagonistas a desvelar los secretos que se esconden tras sus respectivos entornos. El nombre de la antología no es casualidad, pues a “The Dark Pictures” se refiere a los cuadros que sus distintos protagonistas podrán observar y, con ello, apreciar la premonición que les aguarda en cada uno de ellos. Uno de los cuadros (el de color dorado) nos enseñará una premonición relacionada con el siguiente capítulo de la antología: Little Hope, en este caso.
Man of Medan cuenta con 5 personajes jugables, además de 2 adicionales durante el prólogo. Cada uno de ellos contará con un menú basado en sus relaciones con los otros protagonistas, además de diversos rasgos que los diferenciarán de los demás.
Este capítulo en particular cuenta con el Modo Multijugador, algo que no vimos con Until Dawn, ya que será de gran ayuda para comprender con más facilidad la historia e incitando al jugador a tomar decisiones inesperadas. También contamos con dos modos individuales: el Theatrical Cut i el Curator’s Cut. El primero se trata del modo individual básico, con el que podremos experimentar la historia por primera vez para aventurarnos en ella sin conocimiento previo; el segundo, por su parte, se trata de algo similar, solo que esta vez podremos desbloquear nuevas escenas con otros personajes y perspectivas que no habíamos visto durante la primera partida (Theatrical Cut). Por último, esta vez los desarrolladores quisieron crear un modo en el que varios jugadores locales pudieran hacerse con cada uno de los protagonistas mientras compartían la misma experiencia, como si de una película de terror se tratara. El Modo Noche de Película permite que cinco jugadores introduzcan sus respectivos nombres al inicio de la partida y escojan al personaje que más deseen. Esto provocará que, cuando cierto personaje aparezca, una notificación con el nombre del jugador que lo haya escogido le avise de su turno.
El 28 de noviembre de 2019 se hizo público un nuevo modo que tan solo permanecería activo temporalmente, concretamente hasta el 6 de enero de 2020. El Pase de Amigos permitía disfrutar del Modo Multijugador a aquellos que no habían tenido la oportunidad de probarlo con anterioridad. Para ello era necesario contar con: la última versión instalada del juego; además, tanto en PS4 como en Xbox One habría que estar suscrito en PS Plus o Xbox Live Gold, respectivamente, para compartir la partida con otro usuario.

## Argumento
La trama sigue las vacaciones de verano de cuatro universitarios estadounidenses que deciden alquilar un barco liderado por una joven capitana que les guiará a lo largo del Pacífico Sur. Dos de ellos, aficionados al submarinismo, se zambullirán al mar con tal de encontrar un enorme pecio de la Segunda Guerra Mundial en el que se encuentran las coordenadas de un tesoro de gran valor, pero su ambición (y una peligrosa tormenta) les conducirá al destino más siniestro: un buque de carga anclado y abandonado en medio del Pacífico que pondrá a prueba las vidas de estos jóvenes inocentes y las de unos piratas que también querían hacerse con dicho tesoro.

## Reparto
- Ayisha Issa como Félicité "Fliss" DuBois: Impaciente y valiente. Esta ruda joven de ascendencia francesa es la capitana del Duke of Milan, el bote que alquila a los buceadores que quieren pasar sus vacaciones de verano en el Pacífico Sur. Aunque no llegó a tener educación escolar, ha trabajado muy duro toda su vida para sacarle el máximo partido a las oportunidades que le ha brindado la misma y no está dispuesta a perder su actual negocio bajo ningún concepto.
- Arielle Palik como Julia "J": Emocional e imprudente. Como alumna de la Ivy League, una de las mejores universidades privadas de EE.UU, Julia es una joven culta y asertiva que busca nuevas emociones y experiencias en su vida. Está dispuesta a discutir para salirse con la suya, por eso tiene este tipo de relación con su hermano "Connie". Sus circunstancias a veces le impiden ver a su media naranja, aunque desea estar junto a él por el resto de su vida.
- Kareem Alleyne como Alex Smith: Motivado e inseguro. Este estresado estudiante de medicina es el novio de Julia. A pesar de mantener la calma y la cabeza fría en las situaciones que lo requieren, al haberse criado en una familia de clase media junto a su hermano Brad, le incomodan los alardes de riqueza, cosa que choca con el pasado privilegiado de su amada. Tras varias semanas sin verse con su pareja, está dispuesto a sorprenderla con una proposición que les cambiará la vida a ambos.
- Shawn Ashmore como Conrad "Connie": Temeroso y tranquilo. El intrépido y egocéntrico hermano de Julia. Directo y muy seguro de sí mismo, Conrad está estancado entre la vida y la universidad mientras decide qué hacer a continuación, que parece ser captar la atención de la persistente Fliss. Es el "típico" chico bobo y adinerado con el que todas las chicas sueñan estar y el alma de cualquier fiesta a la que asiste.
- Chris Sandiford como Bradley "Brad" Smith: Ingenioso e inocente. El hermano nerd de Alex que lo admira y envidia por sus logros y desenvoltura. Es un gran apasionado de la historia y está al corriente de las últimas noticias. Aunque no es muy social, está dispuesto a vivir nuevas experiencias con tal de salir de su "zona de confort", por eso está superemocionado con las clases de buceo que tomará con su hermano y sus compañeros de viaje.
- Kwasi Songui como Olson: Es el "capitán" de los pescadores y el que parece llevar todo bajo control, llegando a dirigir a su propio hermano Junior y a su compañero Danny en el acto. Es decidido y sobre todo testarudo, no hay nada que se le meta en la cabeza que se le pueda sacar con facilidad, como el tesoro que buscan los jóvenes protagonistas. Es capaz de sacrificar una vida humana con tal de hacerse con aquello que tanto desea.
- Chimwemwe Miller como Junior: Es el hermano pequeño y taciturno de Olson que se mueve bajo sus órdenes. Al igual que Danny, tiene algo de compasión por los jóvenes protagonistas, a quienes solo quieren sonsacar el tesoro que buscaban. A pesar de no haber tenido una vida privilegiada y llena de conocimientos, parece manejarse muy bien en terrenos pantanosos, o al menos parecía hacerlo antes de llegar al carguero.
- Russell Yuen como Danny: El acompañante de los dos hermanos que no entiende ni soporta al que se hace pasar por "capitán". Al principio tenía el mismo objetivo que el de sus compañeros, pero más tarde se da cuenta de que la situación que lo envuelve es más peligrosa de lo que pensaba y que su vida, que corre grave peligro, vale más que ello, llegando a tener un ojo en la nuca en cada esquina del SS Ourang Medan.
- Adrian Burhop como Joseph "Joe" Roberts: Este joven padre de familia es uno de los militares que sufrieron el desastre del 1947 en el SS Ourang Medan. Es un hombre responsable, valiente y decidido aunque a veces se olvide de ello ahogando sus penas en alcohol.
- Sean Colby como Charles "Charlie" Anderson: Es uno de los camaradas de Joe y su mejor amigo en el barco, aunque a veces lleguen a las manos debido a sus pequeñas diferencias. Es bastante directo, aunque sabe que a veces es mejor bajar la guardia y callarse la boca.
- Pip Torrens como El Conservador: Es el Dios y el nexo de esta antología. El responsable de registrar todo aquello que acontece a medida que avanza la trama. A veces, se le puede persuadir para facilitar más la experiencia de la historia que escribe en su gran libro, basada en las aventuras del jugador. Nos acompañará a lo largo de la antología con los diferentes capítulos que la complementan.

| Personaje      | Actor Original (EE.UU) | Actor de Doblaje (España) |
| -------------- | ---------------------- | ------------------------- |
| Fliss          | Ayisha Issa            | Adelaida López            |
| Julia          | Arielle Palik          | Blanca Hualde             |
| Alex           | Kareem Alleyne         | Fran Jiménez              |
| Conrad         | Shawn Ashmore          | Jorge Saudinós            |
| Brad           | Chris Sandiford        | Adrián Viador             |
| Olson          | Kwasi Songui           | (?)                       |
| Junior         | Chimwemwe Miller       | (?)                       |
| Danny          | Russell Yuen           | José María Guiu           |
| Joe            | Adrian Burhop          | Iván Jara                 |
| Charlie        | Sean Colby             | Álvaro Ramos Toajas       |
| El Conservador | Pip Torrens            | Luis Mas                  |

## Capítulos
1 - The Dark Pictures: Man of Medan.
2 - The Dark Pictures: Little Hope.
3 - The Dark Pictures: House of Ashes.
4 - The Dark Pictures: The Devil in Me.
5 - The Dark Pictures: (?)
6 - The Dark Pictures: (?)
7 - The Dark Pictures: (?)
8 - The Dark Pictures: (?)

## Desarrollo
El juego fue desarrollado por Supermassive Games, que se centró principalmente en los títulos de PlayStation 4 durante un período prolongado. Al ver la favorable recepción de su predecesor (Until Dawn), el equipo se dio cuenta de que existía un mercado para los títulos de horror de drama interactivo y quería expandir el concepto a un público más amplio.
El videojuego formaría parte de The Dark Pictures Anthology que fue propuesta como una serie antológica de historias de terror. Supermassive declaró que lanzaría un nuevo juego cada 6 meses en la antología, y que cada título representaría una historia de terror, cada una independiente, con sus propios personajes, ambientación y género.
Man of Medan, en este caso, fue inspirado en la leyenda sobre el SS Ourang Medan, un buque de carga neerlandés que naufragó el año 1947 en las aguas del Pacífico Sur. Para este primer título, el estudio de Supermassive Games contó con notables actores como Shawn Ashmore y Pip Torrens, además de nuevas caras como las de los actores canadienses Ayisha Issa, Arielle Palik, Kareem Alleyne y Chris Sandiford, quiénes dieron voz y animación facial a los protagonistas.